# カプランとデュブロ
デヴィッド・カプラン、アレック・デュブロは、米国のリベラル系ジャーナリスト。
1986年に日本のヤクザと右翼をテーマとした『Yakuza:The Explosive Account of Japan's Criminal Underworld』という本を出版。

## 著作『Yakuza:The Explosive Account of Japan's Criminal Underworld』

### 概説
江戸時代のヤクザの成立から、1980年代の山一戦争まで、ヤクザの歴史とヤクザが日本社会に与えた影響に関して述べた「ヤクザ史入門」である。

### 編集による削除
原著と日本語版を比べてみると、幾つかの部分が編集で削除されている。具体的には「日本の最大広域暴力団・山口組の構成員2万5千人のうち約70％の者が部落出身者であり、約10％の者が韓国人等の外国人」という部分や、何人かのヤクザの出自に関する記述である。

## 猪野健治『やくざと日本人』との比較
カプランとデュブロが明らかに参考にしたと思われるのが、1973年に出版された猪野健治の『やくざと日本人』という本である。両書の相違点を指摘すると、以下のようになる。

### やくざの出自
カプランとデュブロが、ヤクザはその発生当初から被差別身分出身者が多数を占めていたと述べているのに対し、猪野は、被差別民がヤクザの主流になったのは戦後の事で、古い時代においては「彼等はやくざになることさえ許されなかった」としている。

### 日本社会内でのやくざの位置づけ
カプランとデュブロが、ヤクザこそが日本近代史を実質的に動かしてきた黒幕であるとしているのに対し、猪野はヤクザは政治家や巨大資本に利用されて動く従属的存在であるとした。

### やくざの分類
両者とも、やくざを博徒（ばくち打ち）、テキヤ（露天商）、愚連隊（戦後に誕生した暴力集団）の3つに大別している。カプランとデュブロは、日本ではヤクザ、右翼、建設会社の3つはほぼ同一のものであり区別が付かない、として岸信介、笹川良一、児玉誉士夫なども広義でのヤクザに分類している。一方、猪野は彼らには言及していない。

### やくざに対する視線
カプランとデュブロが、ヤクザの暴力性や残忍性を詳しく記述し、徹底的に批判しているのに対し、猪野は、やくざは他に行き場のない若者の受け皿になっているとし、やくざを盲目的に非難することは差別に加担することになるとしている。その具体例として猪野は、大阪府八尾市の未解放部落では平均寿命が昭和25年（1950年）にようやく30歳を超えたこと、福岡県の劣悪な労働条件の炭鉱では炭鉱夫の半分以上が部落出身者であること、奈良県では部落民の子弟は長期欠席児童となる確率が部落外の児童の12倍にも達していることなどを挙げ、日本社会に「やくざとなるか土方になるか」しか選択肢のない若者が多く存在することがやくざの温床であるとした。カプランとデュブロも、ヤクザ巨大化の背景に出自差別や欠損家庭の問題があることは認めている。

### 日本国外でのヤクザ
カプランとデュブロは、ヤクザの日本国外での暗躍にも多く言及している。戦前の日本が頭山満（戦前の福岡の暗黒街に君臨した大物右翼）をはじめとする裏社会の勢力が国政に関与するようになったことにより軍国主義化し、日本国外拡張政策をとるようになったこと、GHQ占領期には占領軍右派がヤクザを利用して日本の共産化を防いだこと、戦後は日本の経済発展とともにヤクザが日本国外に進出し、東南アジア、ハワイ、カリフォルニア州などで売春や薬物売買などで利益を上げていることなどを述べている。一方、猪野は日本国外でのヤクザの活動についてはほとんど述べておらず、代わりにカプランとデュブロが全く述べていない火消人足、秩父困民党事件、柳川組などについても言及し、日本におけるやくざについてより詳しく述べている。

## 著書（日本語版のみ）
- 『ヤクザニッポン的犯罪地下帝国と右翼』第三書館 1991年4月 ISBN 4807491032 （原書：Kaplan, David, Dubro Alec. (1986). Yakuza:The Explosive Account of Japan's Criminal Underworld Addison-Wesley (ISBN 0-201-11151-9)）
- 『ヤクザが消滅しない理由』不空社 2003年12月 ISBN 4900138762 （原書：Kaplan, David, Dubro Alec. (2003). Yakuza: Japan's Criminal Underworld Expanded Edition』 University of California Press (ISBN 0-520-21562-1)）